# 기지
기지(機智, wit)는 골계(滑稽)의 일종으로 전혀 다른 관념을 서로 연결시켜 그로 인한 모순과 해결의 동시적 · 순간적인 전환으로 우스꽝스런 효과를 내게 하는 것을 말한다. 고도의 지적 조작으로, 경박하고 유희적인 것과는 다르다.

## 참고 문헌
- 이 문서에는 다음커뮤니케이션(현 카카오)에서 GFDL 또는 CC-SA 라이선스로 배포한 글로벌 세계대백과사전의 내용을 기초로 작성된 글이 포함되어 있습니다.